# Pierre Jackson
Pierre Jackson, né le 29 août 1991 à Las Vegas au Nevada, est un joueur américain de basket-ball. Il évolue au poste de meneur.

## Carrière
Jackson est drafté en juin 2013 à la 42e position par les 76ers de Philadelphie et immédiatement transféré aux Pelicans de La Nouvelle-Orléans. Mais, les Pelicans souhaitent le voir entamer sa carrière professionnelle en Europe.
Apprécié par Tony Parker, le vice-président de l'ASVEL Lyon-Villeurbanne, et par le manager général de Brindisi, Pierre Jackson choisit de signer un contrat d'un an à Lyon-Villeurbanne le 8 août 2013. Quelques jours plus tard, son entraîneur, Pierre Vincent, déclare lui laisser « les clés de la boutique ». Jackson se montre ainsi ambitieux en envisageant de remporter le championnat de Pro A et l'EuroCoupe. Le 2 septembre, il doit rentrer aux États-Unis pour récupérer son visa ce qui l'empêche de participer au match amical contre Chalon-sur-Saône que son équipe perd 96 à 72. Le lendemain, revenu des États-Unis, il participe au match contre Roanne que son équipe remporte 92 à 66 et impressionne son coéquipier Amara Sy. Le 15 septembre, il refuse de participer au tournoi de Bourges car il se sent malheureux en France. À la suite de cela, son licenciement est fortement pressenti. Il quitte l'effectif avant le début de la saison 2013-2014 pour rentrer aux États-Unis, et est remplacé par Chris Wright.
Le 31 octobre 2013, il se présente à la draft de la D-League. Le 1er novembre 2013, il est drafté en 4e position par le Stampede de l'Idaho. Le 14 décembre 2013, il marque 49 points lors de la victoire des siens contre les Mad Ants de Fort Wayne. Le 1er février, il distribue 18 passes décisives lors de la victoire des siens contre les D-Fenders de Los Angeles. Le 4 février, il marque 58 points contre les Legends du Texas et établit le record de points historique en D-League. Il dépasse les précédents records de Morris Almond en 2008 et Will Conroy en 2009 qui avaient marqué 53 points.
Peu après son record, il repart en Europe et rejoint le Fenerbahçe Ülker, club turc qui évolue encore en Euroligue. Son contrat dure jusqu'à la fin de la saison. À son départ, ses statistiques en NBDL sont de 29,1 points, 6,2 passes décisives et 1,9 interception par rencontre sur 31 rencontres. Il quitte le Fenerbahçe en avril.
En octobre 2016, Jackson signe un contrat avec le KK Cedevita. Il retourne ensuite en NBA D-League le 30 novembre 2016 avec les Legends du Texas.
Le 27 décembre 2016, il signe avec les Mavericks de Dallas après de très bonnes performances en NBA D-League. 
Au mois d'août 2020, il s'engage pour une saison avec le Panathinaïkos qui évolue en première division grecque et en EuroLigue. Il quitte le club en octobre après avoir joué un unique match de SuperCoupe (en).
Jackson rejoint en février 2021 le club stambouliote de Galatasaray avant de signer un contrat avec la Jeunesse laïque de Bourg-en-Bresse, club de première division française, en mai 2021 et ce jusqu'à la fin de la saison. Il pallie les absences sur blessure de Zack Wright et Codi Miller-McIntyre.